# Jaymio Brink
Jaymio Brink (* 9. Mai 2004 in Arnheim) ist ein niederländischer BMX-Rennfahrer.

## Sportlicher Werdegang
Jaymio Brink stammt aus Arnheim und ist der Sohn des ehemaligen BMX-Fahrers Dorus Brink. Inspiriert durch seinen Vater begann er schon in früher Kindheit mit dem BMX-Fahren. Als Junior war er 2021 und 2022 niederländischer Meister und wurde Zweiter der Weltmeisterschaften 2022 in Nantes. Zudem gewann er mehrere Runden im Europacup.
Nach dem Ende seiner Juniorenzeit übersprang Brink auf Anraten seines Trainers die U23 und fuhr direkt in der Elite mit. Außerdem wurde er vom Olympiaprogramm der Provinz Gelderland gefördert, wohnte und trainierte im nahe Arnheim gelegenen Sportförderzentrum Papendal. In seiner ersten Weltcup-Saison kam er dreimal ins Finale und belegte fünfte bzw. sechste Plätze. Bei den Weltmeisterschaften 2024 kam er ins Halbfinale und belegte in der Gesamtwertung den 10. Platz. Anschließend wurde Brink vom niederländischen Verband für das olympische BMX-Rennen 2024 aufgestellt, wo er ebenfalls auf den 10. Rang kam.

## Erfolge
2021
 Niederländischer Meister (Junioren)
eine Europacup-Runden (Junioren)
2022
 Niederländischer Meister (Junioren)
 Weltmeisterschaften (Junioren)
drei Europacup-Runden (Junioren)
2023
 Europameister – Mannschaftszeitfahren (mit Niek Kimmann und Jay Schippers)